# アーマー・グループ
アーマー・グループ・インターナショナル (ArmorGroup International) は、イギリスに存在していた民間軍事会社である。リスクマネジメントや警備業務、訓練、地雷除去といった業務を請け負っていた。

## 概要
1981年に特殊空挺部隊 (SAS) の元隊員らによって ディフェンス・システム・リミテッド (Defence Systems Limited) として設立された。
DSL社時代はアンゴラやコロンビアにて業務を行っており（「20世紀最強の軍隊 グルカ」によると、アンゴラに派遣されたのは退役したグルカ兵だという）、1997年にアーマーホールディングスに売却され、社名を「アーマー・グループ」に変更した。2004年にロンドン証券取引所に株式を公開した。
アフガニスタン紛争およびイラク戦争においても活動していたが、北米支部のアメリカ人警備員らがアフガニスタンのアメリカ大使館内にて酒を飲んで全裸で宴会を行い、戒律で飲酒が禁じられているムスリム現地人に酒を呑むことを強要したことがスキャンダルとなった。
2008年にG4Sに買収を受け、吸収合併された。現在は北米支部であるArmorGroup North Americaのみが社名を使用している。